# Георг Фридрих Карл (Валдек-Лимпург)
Георг Фридрих Карл фон Валдек и Пирмонт в Бергхайм (на немски: Georg Friedrich Karl zu Waldeck und Pyrmont in Bergheim) е граф на Валдек-Лимпург, кралски вюртембергски Ланд-фогт на Хайлброн (1811 – 1812) и на Щутгарт (1812 – 1816), също говорител на племенните господари по време на вюртембегската конституционна борба (1815 – 1819).

## Биография
Роден е на 31 май 1785 година в Бергхайм (в Едертал). Той е най-малкият син на граф Йосиас II фон Валдек-Бергхайм (1733 – 1788) от графската странична линия на князете на Валдек и Пирмонт и съпругата му Кристина фон Изенбург-Бюдинген (1756 – 1826), дъщеря на граф Густав Фридрих фон Изенбург-Бюдинген-Бюдинген (1715 – 1768) и първата му съпруга Доротея Бенедикта фон Ревентлов (1734 – 1766).
Той следва в университета в Гьотинген и след това отива в княжеския двор на роднинините му в Аролзен. Там става при Георг I фон Валдек-Пирмонт таен съветник и президент на комисията за бедните и благотворителна дейност.
Георг Фридрих Карл фон Валдек-Бергхайм се жени на 17 юли 1809 г. за Амалия Шарлота Августа Виртс (* 7 септември 1785, Адорф; † 29 септември 1852, Гайлдорф), дъщеря на Йохан Райнхард Виртс от Бергхайм (днес в Едертал), бергамтман в Княжество Валдек. Тя става графиня фон Валдек-Гайлдорф. След тази неподходяща по съсловие женитба той трябва да се откаже от всичките права в Княжество Валдек и се оттегля в Хайделберг.
През 1811 г. Георг започва служба при крал Фридрих I от Вюртемберг, който го номинира на таен съветник и Ланд-фогт на Хайлброн и през 1812 г. на Щутгарт. На тези служби той е компетентен чиновник.
През 1816 г. Георг получава частите на брат му Карл (1778 – 1849) и сестра му Каролина (1782 – 1820) в господството Лимпург-Гайлдорф-Золмс-Асенхайм около Гайлдорф във Вюртемберг и оттогава се нарича „граф фон Валдек-Пирмонт и Лимпург-Гайлдорф“. През 1817 г. той се мести със съпругата си Амалия в Стария дворец в Гайлдорф, бившата резиденция на „Шенките фон Лимпург“.
В конституционните съвещания в народното събрание от 1819 г. той говори само един път по задача, и заради болест не участва в следващите съвещания и подписването на предложението за Конституция през септември 1819 г. От 1820 г. той е член на Камерата на племенните господари и други племенни организации.
От 1815 до 1817 г. той има различни мнения за конституцията с крал Фридрих I и наследника му Вилхелм I, което води до неговото уволнение от държавната служба и през 1817 г. от Щутгарт. Крал Вилхелм I го освобождава и като таен съветник. През юни 1817 г., след като гласува против предложената Конституция на крал Вилхелм, той е изгонен от Щутгарт. Той протестира безуспешно.
Георг умира на 41 години бездетен, след дълго боледуване на 18 юни 1826 г. в Гайлдорф. Според завещанието му съпругата му, издигната вече на графиня Амалия Шарлота Августа, наследява всичките му собствености. Тя построява през 1846 г. в Гайлдорф „Вилата Валдек“, която се престроява на „Нов дворец“ и днес става кметството на град Гайлдорф.
След нейната смърт на 29 септември 1852 г. племенното господство Валдек-Лимпург отива на племенника на Георг, Рихард Казимир Александер (* 26 декември 1835; † 5 декември 1905), син на неговия брат Карл (1778 – 1849), който от 1829 г. е граф на Валдек-Бергхайм. Чрез фамилен договор от 16 март 1868 г. Рихард преписва господството Валдецк-Лимпург на сестра си Мехтхилд Каролина Емма (* 23 юни 1826; † 28 февруари 1899), от 30 януари 1846 г. омъжена за граф Карл Антон Фердинанд фон Бентинк (* 4 март 1792; † 28 октомври 1864).